# س. ريتشارد تريسي
س. ريتشارد تريسي (بالإنجليزية: C. Richard Tracy)‏ هو أحيائي أمريكي، ولد في 24 مايو 1943 في غلينديل في الولايات المتحدة.

## وصلات خارجية
- الموقع الرسمي